# Yunnanilus longidorsalis
Yunnanilus longidorsalis is een straalvinnige vissensoort uit de familie van de bermpjes (Nemacheilidae). De wetenschappelijke naam van de soort is voor het eerst geldig gepubliceerd in 2000 door Li, Tao & Lu.